# Księgi dydaktyczne Starego Testamentu
Księgi dydaktyczne – siedem z czterdziestu sześciu ksiąg Starego Testamentu. Głoszą mądrość biblijną oraz że fakt istnienia Boga jest podstawą życia ludzkiego.
Do zbioru ksiąg dydaktycznych należą:
- Księga Hioba
- Księga Psalmów
- Księga Przysłów
- Pieśń nad Pieśniami
- Księga Koheleta

z ksiąg deuterokanonicznych:
- Księga Mądrości
- Księga Syracha

Pięć pierwszych tworzy zbiór Pism w Biblii hebrajskiej.

## Różnice literatury w Starym Testamencie i księgach starożytnych
W zbiorze ksiąg określanych czasem jako dydaktyczne spotykamy się z hebrajską poezją i literaturą mądrościową, operującą przypowieściami. Podobne formy literackie można znaleźć w twórczości sąsiednich ludów starożytnych. Jednak mimo podobieństwa form wyrazu i poruszania podobnych tematów, dotyczących często spraw codziennego życia - sposób traktowania rzeczywistości przez księgi Starego Testamentu jest bardzo odległy od tego, co przedstawia literatura Egiptu i Mezopotamii. Dla hebrajskiej mądrości biblijnej „podstawą wiedzy jest bojaźń Pańska". Fakt istnienia Boga jest wyznacznikiem sensu ludzkiego życia, a mądrość Boża - czyli postrzeganie świata takim, jakim go postrzega Bóg - jest istotą prawdziwej mądrości człowieka. Taka postawę mądrości kształtuje poznawanie tych ksiąg - Kościół docenił ich znaczenie, włączając część z nich (Psalmy) do codziennej modlitwy - brewiarz.

## Podstawowa jednostka literacka
Podstawową jednostką literacką w literaturze mądrościowej Starego Testamentu jest przypowieść. Hebrajskie słowo „maszal" jest tłumaczone jako „przypowieść". Greckim słowem o podobnym tłumaczeniu jest parabola - tym słowem określano w Ewangeliach przypowieści Jezusa.